# استان ایرینگا
استان ایرینگا یکی از استان‌ها و از مناطق اداری در کشور تانزانیا می‌باشد و مرکز این استان شهر ایرینگا می‌باشد.
کل مساحت این استان بالغ بر ۵۸٬۹۳۶ کیلومتر مربع  (۲۲٬۷۵۵ مایل مربع) می‌باشد، که این میزان مساحت برای خشکی‌های استان معادل ۵۶٬۸۶۴ کیلومتر مربع و مساحت آب‌های این استان نیز ۲٬۰۷۰ کیلومتر مربع می‌باشد.
بر پایه نتایج سرشماری عمومی نفوس و مسکن که در سال ۲۰۰۲ توسط دولت تانزانیا انجام شد جمعیت این استان بالغ بر ۱٬۴۹۵٬۳۳۳ نفر اعلام شده‌است.
این استان دارای یک پارک ملی بزرگ بنام پارک ملی روآها می‌باشد که دومین پارک ملی بزرگ در کشور تانزانیا می‌باشد. این پارک ملی دارای یک حیات وحش بسیار متنوع می‌باشد و سالانه چیزی در حدود ۷۵۰۰ نفر بازدیدکننده داخلی و خارجی از این پارک ملی بازدید می‌کند.
کمسیر منطقه‌ای این استان حلیما کاسونگو می‌باشد.